# Михал Пробјеж
Михал Пробјеж (пољ. Michał Rafał Probierz) је пољски професионални фудбалски менаџер и бивши играч који је тренутно менаџер репрезентације Пољске. Као играч, играо је на позицији везног играча, проводећи већи део каријере у Горнику Забжеу.
Као менаџер, освојио је и Куп Пољске и Пољски Суперкуп два пута, са Јагелонијом из Бјалистока 2010. и са Краковијом 2020. године. Он је водио репрезентацију Пољске У21 током 2022. године пре него што је преузео сениорску репрезентацију Пољске 2023. године. Потом је предводио репрезентацију у квалификације за УЕФА Еуро 2024. и одвео је на Европско првенство 2024. одржано у Немачкој.

## Играчка каријера

### Клубови
Пробјеж је играо као професионални фудбалер у Пољској и Немачкој. Играо  је на позицији везног играча, већи део каријере провео је у тиму Горник Забже, одиграо је 181 лигашку утакмицу за 7 година и постигао 7 голова.
Током своје 25-годишње каријере играо је и у следећим клубовима: Розбарк Битом, Гварек Забже, Рух Хожов, Бајер Урдинген, СД Ватеншед 09, Погон Шћећин и Виђев Лођ.

## Тренерска каријера
Године 2005. постао је менаџер екипе Полонија Битом, у наредних 17 година тренирао је 8 пољских тимова. Између 2011. и 2012. био је главни тренер Ариса из Солуна у Грчкој. Дана 4. јула 2022. године именован је за селектора пољске У21 репрезентације.
Након доброг старта репрезентације Пољске за млађе од 21 године у њиховој квалификационој кампањи за УЕФА 2025. и отпуштања Фернанда Сантоса са његове улоге управљања сениорском репрезентацијом, Пробјеж је постављен као Сантосов наследник 20. септембра 2023. године.
Дана 26. марта 2024, Пољска је обезбедила последње место у квалификацијама за УЕФА Еуро 2024 кампању под вођством Пробиерза након што је победила Велс са 5-4 на пенале након нерешеног без голова током финала плеј-офа квалификација за УЕФА Еуро 2024.